# Phine de Nocker
Josephine Petronella Anna (Phine) de Nocker (Den Haag, 3 mei 1882 – aldaar, 16 september 1969) was een Nederlands sopraan.

## Biografie
Ze was dochter van Anna Françoise Césarine Colson en wijn- en graankoopman Alexandre Emile Hubert de Nocker. Het zingen zat in haar bloed. Vader zong vanaf 1874 in Koninklijk Zangvereeniging Cecilia en ook haar grootvader Alphonse Emile Hubert de Nocker zong er (vanaf 1874). Haar tante Clotilde Marie Hubertine de Nocker kreeg ook een zangopleiding in Den Haag, ze trouwde in Aken met schilder Peter Bücken (Mme Bücken-de Nocker en Peter Bücken de Nocker). Broer François Pierre Emile (Frans) de Nocker was cellist, broer John Joseph Emile de Nocker was zanger en zangpedagoog. Zelf bleef ze volgens haar Verklaring van overlijden ongehuwd. Ze overleed vermoedelijk in het Rode Kruis Ziekenhuis en werd begraven op Nieuw Eykenduynen.
Ze kreeg haar muziekopleiding aan het Haags Conservatorium bij Marie Bol, als ook in Parijs (zong daar ook). In 1910 stond ze op het podium van het Scheveningse Kurhaus met de Berliner Philharmoniker onder leiding van Ernst Kunwald; het orkest speelde er destijds dikwijls tijdens hun zomerreces. In 1914 kwam ze terug naar Den Haag. Ze zong tijdens diverse concerten en opera’s bij de Franse Opera. Ze leidde in de jaren dertig haar eigen dameskoor aangevuld met eigen leerlingen. 
In 1950 had ze haar eigen jubileumconcert (25 jaar zangeres) in Diligentia, waarbij een aantal notabelen toespraken hield, waaronder een afvaardiging van het Haags Conservatorium, waar ze vanaf 1943 enkele jaren lesgaf.
Ze bleef tot laat in de jaren vijftig lesgeven in zang (lied, opera en oratorium) en spraak vanuit haar woning in de Sweelinckstraat 77.  In 1957 vierde ze haar 75e verjaardag. 